# Eotrechus
Eotrechus is een geslacht van wantsen uit de familie van de Gerridae (schaatsenrijders). Het geslacht werd voor het eerst wetenschappelijk beschreven door George Willis Kirkaldy in 1902.

## Soorten
Het genus bevat de volgende soorten:

- Eotrechus anderseni Tran, Zettel & Sites, 2023
- Eotrechus boukali Tran, Zettel & Sites, 2023
- Eotrechus brevipes Andersen, 1982
- Eotrechus elongatus Vitheepradit & Sites, 2007
- Eotrechus fansipan J.T. Polhemus, Tran & D.A. Polhemus, 2009
- Eotrechus fuscus Basu, Chandra & Venkatesan, 2017
- Eotrechus hygropetricus Andersen, 1982
- Eotrechus kalidasa Kirkaldy, 1902
- Eotrechus kerberos Tran, Zettel & Sites, 2023
- Eotrechus konkakinh Tran, Zettel & Sites, 2023
- Eotrechus longipes Andersen, 1982
- Eotrechus luaae Tran & Zettel, 2006
- Eotrechus petraeus Andersen, 1982
- Eotrechus pilicaudatus Tran & Zettel, 2006
- Eotrechus pingae Andersen, 1998
- Eotrechus pumat J.T. Polhemus, Tran & D.A. Polhemus, 2009
- Eotrechus romglao Vitheepradit & Sites, 2007
- Eotrechus siamensis Vitheepradit & Sites, 2007
- Eotrechus sinensis Andersen, 1982
- Eotrechus steineri Tran, Zettel & Sites, 2023
- Eotrechus terrestris Andersen, 1982
- Eotrechus thai Tran, Zettel & Sites, 2023
- Eotrechus vietnamensis Tran & Yang, 2006